# 사북여자중학교
사북여자중학교(舍北女子中學校)는 강원도 정선군 사북읍에 있었던 공립 중학교이다.

## 연혁
- 1988년 3월 1일 : 개교
- 2010년 2월 28일 : 22년만에 폐교[1]

## 폐교 이후
폐교 이후, 사북여자중학교 부지는 인근에 있는 2013년에 폐교된 사음초등학교 부지와 함께 사북초등학교에서 사용하고 있다.